# 小泉洋
小泉 洋（こいずみ ひろし、1958年8月12日 - ）は、日本の作曲家・編曲家・ギタリスト・マニピュレーター。東京都出身。

## 経歴
1983年、早稲田実業学校高等部商業科時代より親交のあった小室哲哉の結成した「TM NETWORK」にマニピュレーターとして誘われて参加、デビューする。
1985年、プログラマー事務所・ハンマーに所属し、他アーティストのレコーディングにも関わるようになる。
1996年、ボーカルの岡本早由と共に、自身のユニット「FIELDS」を結成。1999年にキーボードに岩崎琢を迎え「Smart Drug」へと発展させる。

## 参加作品
- 1984年
  - TM NETWORK『RAINBOW RAINBOW』
    - 「1974 (16光年の訪問者)」

  - 大江千里「ロマンス」
  - 「夢戦士ウイングマン ヒット曲集」
- 1985年
  - ルック「シャイニン・オン 君が哀しい」
  - 矢野有美「ガラスの国境」
  - TM NETWORK『CHILDHOOD'S END』
    - 「DRAGON THE FESTIVAL (ZOO MIX)」

  - TM NETWORK『TWINKLE NIGHT』
    - 「YOUR SONG ("D"Mix)」

  - 小室哲哉『吸血鬼ハンター“D”オリジナル・アニメーション・サウンド・トラック」
- 1986年
  - 坪倉唯子「ALWAYS IN LOVE」
  - KUWATA BAND「MERRY X'MAS IN SUMMER」
- 1987年
  - 鈴木茂「SUNSET HILLS HOTEL」
  - 須藤薫「Hello Again」
  - 財津和夫「City Swimmer」
  - 山本英美「HOLIDAY」
  - 真璃子「♡ to ♡」
  - 一世風靡セピア「遊学人」
- 1988年
  - 中原めいこ「鏡の中のアクトレス (The Actress in The Mirror)」
  - 今井美樹「fiesta」
  - FENCE OF DEFENSE「FENCE OF DEFENSE III 2235 ZERO GENERATION」
  - 芳本美代子「Miss Lonely Hearts」
- 1989年
  - 村井麻里子「TRULY」
- 1990年
  - KAN「野球選手が夢だった。」
  - 南野陽子「Gather」
  - CINDY「ANGEL TOUCH」
  - 鈴木茂「青春に負けないで」
- 1991年
  - かまやつひろし「pittoresque」
  - KAN「ゆっくり風呂につかりたい」
- 1993年
  - 橘いずみ「どんなに打ちのめされても」
  - 高橋洋子「9月の卒業」
- 1994年
  - 中西圭三「Starting Over」
  - 古田敦也「Xeno～見知らぬ人～」(作詞・作曲)
  - 小林信吾「THE BORDERLAND」(GENERAL PRODUCER)
- 1996年
  - 「ソウルエッジオリジナルサウンドトラック」

- 1997年
  - EAT-MAN エンディングテーマ「WALK THIS WAY」